# SUPER BEST COLLECTION
「SUPER BEST COLLECTION」（スーパー・ベスト・コレクション）」は1998年9月30日に発売された稲垣潤一9枚目のベスト・アルバム。

## 解説
Continental移籍第一弾。2枚組、全31曲のベスト・アルバム。本作は、1999年1月21日『SUPER BEST Single Hits Collection』と『SUPER BEST Album Favorite Collection』として1枚ずつ単品発売された。

## SUPER BEST Single Hits Collection

### 解説
1982年～1993年に発売された過去シングル15曲に、最新シングルの「J's LOVE SONG」新ヴァージョンを加えた全16曲のベスト盤。

### 収録曲
1. 雨のリグレット
2. ドラマティック・レイン
3. 夏のクラクション
4. ロング・バージョン
5. オーシャン・ブルー（シングル・ヴァージョン）
6. バチェラー・ガール
7. 1ダースの言い訳
8. 思い出のビーチクラブ
9. 君のためにバラードを
10. 1969の片想い
11. SHINE ON ME
12. 心からオネスティー
13. メリークリスマスが言えない
14. クリスマスキャロルの頃には
15. 僕ならばここにいる
16. J's LOVE SONG（オリジナル・ヴァージョン）

## SUPER BEST Album Favorite Collection

### 解説
既発10枚のオリジナルアルバムから選曲された全15曲を収録。

### 収録曲
1. P.S.抱きしめたい
2. April
3. UP TO YOU
4. 月曜日にはバラを
5. 誰がために…
6. 恋するカレン
7. オーシャン・ブルー（アルバム・ヴァージョン）
8. 愛のスーパー・マジック
9. She is a star
10. 最後のLOVE LETTER
11. SHYLIGHTS
12. 振り向いた時 そこに見える階段を数えたことがあるだろうか
13. 時を越えて
14. 黄昏が目にしみる
15. リワインド
16. 遅れてきたプロローグ